# Syncomistes rastellus
Syncomistes rastellus é uma espécie de peixe da família Terapontidae.
É endémica da Austrália.